# Psicoanálisis interpersonal
El psicoanálisis interpersonal es una variante de psicoanálisis propuesta por Harry Stack Sullivan (1892-1949) y  basada en su «teoría interpersonal», que asigna a la interacción entre individuos el principal papel en el desarrollo de la personalidad. Define como elemento central en su modelo el carácter de las relaciones tempranas y actuales entre las personas, en contraposición a la teoría freudiana que pone en el centro la estructura pulsional. 
La personalidad se forma, de acuerdo con esta teoría, al ir avanzando el individuo a través de diversas etapas psicosociales durante toda su vida, donde cada una presenta un conflicto al que se tiene que enfrentar y resolver, existiendo soluciones positivas y negativas, según la solución del dilema.
Al contrario del psicoanálisis clásico, los analistas interpersonales interrogan al paciente sobre detalles acerca de las interacciones momento a momento con otros, incluyendo al analista.
El psicoanálisis interpersonal es una de las corrientes que han confluido en la conformación del psicoanálisis relacional contemporáneo.